# Down Under
El término Down Under es una expresión coloquial que es interpretado de varias maneras para referirse a Australia y Nueva Zelanda, aunque generalmente se usa para referirse solamente a Australia. El concepto viene del hecho de que estos países se encuentran en el hemisferio sur, «por debajo» de muchos otros países en el mundo. El significado literal es abajo debajo, mientras que traducciones figurativas son abajo del todo o allá abajo.

Representación del territorio australiano.

El uso frecuente de la palabra en los medios de comunicación ha llevado a su amplia utilización. De hecho, el sencillo «Down Under» del grupo Men at Work se convirtió al instante en una canción casi patriótica. Una frase de la canción menciona al Vegemite, una pasta para untar típica de Australia: «Comprando pan a un hombre en Bruselas, medía 1,93 m, y estaba lleno de músculos. Yo dije: '¿Hablas mi idioma?' Él solo sonrió y me dio un sándwich de Vegemite».
El famoso campeón de boxeo australiano Kostya Tszyu fue apodado «The Thunder From Down Under» (El Trueno de Australia). También es el nombre que recibe la carrera ciclista por etapas más importante de Australia, el Tour Down Under. Otra explicación que se le da al uso de este término es que, metafóricamente, cuanto más al centro de Australia se encuentra uno, más cerca del Infierno se está. En otras palabras, el término «Down Under» se refiere a que Australia es una tierra profunda, cercana al Infierno.
También en la película animada de Walt Disney, The Rescuers Down Under (1990) (secuela de The Rescuers), se hace alusión al término, sabiéndose ubicada la acción en el país austral.